# 対話でつなごう滋賀の会
対話でつなごう滋賀の会（たいわでつなごうしがのかい、2006年11月18日 ‐ 2015年7月31日）は、かつて存在した日本の政治団体。
2006年（平成18年）、滋賀県知事に当選した嘉田由紀子を支援するために結成されたローカル・パーティ（地域政党）であった。超党派で、民主党や自民党の党員も参加していた。滋賀県議会では会派「対話の会・しがねっと」を結成しており5名の議員が在籍していたが、2015年に解散。民進党系議員とチームしが県議団に合流した。

## 基本理念
1. “もったいない”の精神に立ち、滋賀県と滋賀県民が持つ力が最大限発揮できる社会を目指します。
2. 中央集権ではなく、暮らしの現場である住民の声を尊重し、滋賀県ならではの地域政策を提案し、滋賀県における真の「地域主権」を確立します。
3. 琵琶湖を中心とする滋賀県の豊かな自然環境の保全に取り組むとともに、地球環境を守る思いを広げます。
4. 滋賀県民が、誇りと品格を持てる地域社会の実現を目指します。

出典：「対話の会基本理念」より引用。

## 役員
- 代表：清水鉄次
- 副代表：冨波義明
- 事務局長：塚本茂樹
- 事務局次長：駒井千代 (会計責任者兼務）
- このほか、嘉田由紀子滋賀県知事が相談役に就いていたが、相談役ポストは2013年4月13日の総会で廃止された[1]。

出典。

## 所属首長
- 嘉田由紀子 - 前滋賀県知事
- 越直美 - 大津市長
- 西沢久夫 - 前東近江市長
- 平尾道雄 - 米原市長
- 山崎義勝 - 前甲良町長
- 二矢秀雄 - 元旧木之本町長

　　 この他、初当選した市長選挙で対話の会から支援を受けた橋川渉草津市長も顧問を務めている。

## 所属議員

### 滋賀県議会
- 駒井千代（草津市）
- 清水鉄次（高島市）
- 沢田享子（大津市）
- 冨波義明（野洲市）

50音順。上記4議員は選挙で対話の会の公認又は単独推薦で当選し、県議会でも「対話の会・しがねっと」に所属している。
- 今江政彦（近江八幡市）
- 江畑弥八郎（彦根市）
- 中沢啓子（彦根市）
- 西川勝彦（甲賀市）

50音順。上記4議員は公式サイト内で紹介されているが、選挙では民主党公認・対話の会推薦で当選しているため、県議会では民主党系会派「民主党・県民ネットワーク」に所属している。。
- 井阪尚司（蒲生郡）

井阪議員は対話の会の公認・推薦候補ではないが、県議会では「対話の会・しがねっと」に所属している。

### 市町村議会
- 澤本長俊（高島市）
- 山川恒雄（高島市）
- 大日翼（高島市）
- 宇野房子（草津市）
- 広実照美（守山市）
- 小川泰江（守山市）
- 三和郁子（野洲市）
- 植中都（湖南市）
- 塚本茂樹（湖南市）
- 辻真理子（彦根市）
- 山岡孝明（長浜市）
- 西川誠一（甲良町）

出所

## 党勢の推移

### 滋賀県議会
| 選挙         | 当選/候補者 | 定数 | 備考                  |
| ------------ | ----------- | ---- | --------------------- |
| （結成時）   | 0/-         | 47   |                       |
| 第16回県議選 | 4/9         | 47   | 推薦8（他党公認含む） |
| 第17回県議選 | 4/8         | 47   |                       |